# زيت بذر الكتان
زيت بذرة الكتان أو زيت الكتان (أو الزيت الحار كما هو معروف في بعض دول شمال أفريقيا كمصر والمغرب) هو زيت يستخدم في الطعام ويستخرج من نبات الكتان، ويُستعمل في الطبخ والصيدلة والطب. يُستعمل زيت بذر الكتان بكثرة لكونه غذاءًا صحيًا غنيًّا بالدّهون المفيدة والفيتامينات. تكون الطريقة الصحيحة لتناولة بنقع بذور الكتان في الماء المغلي لمدة ستة إلى سبع ساعات ثم يُشرب المنقوع .

## صفاته
يتصف بالرطوبة والدفء والحلو حيث يمكن من التخلص من الشحوم والترهلات، كما أنه من الزيوت الجفوفة التي تجف بعد تعرضها للضوء والهواء نتيجة تفاعلها مع الأكسجين بفعل الأكسدة الذاتية .

## مكوناته
يحتوي زيت الكتان على حمض الينولنيك والفالينوليتيك والفيتامينات (A-B-D) ومعادن وأحماض أمينية.

## كيفية الاستعمال
لعلاج السعال والتهاب الحلق يعمل منه نقيعا في الماء الساخن جدا ويفضل أن يرافق بالعسل وعصير الليمون، كما يفضل تحضير زيت بذر الكتان واستعماله في حينه حيث يفسد سريعا.

## استخداماته
تستغل معظم استخدامات زيت بذر الكتان خواصه في التجفيف، أي أن المادة الأولية سائلة أو مرنة على الأقل وتكون المادة المتعفنة جامدة ولكنها ليست هشة. كما تكون طبيعته الكارهة للماء الخاصة بالمواد الهيدروكربونية مفيدة.

### الطلاء

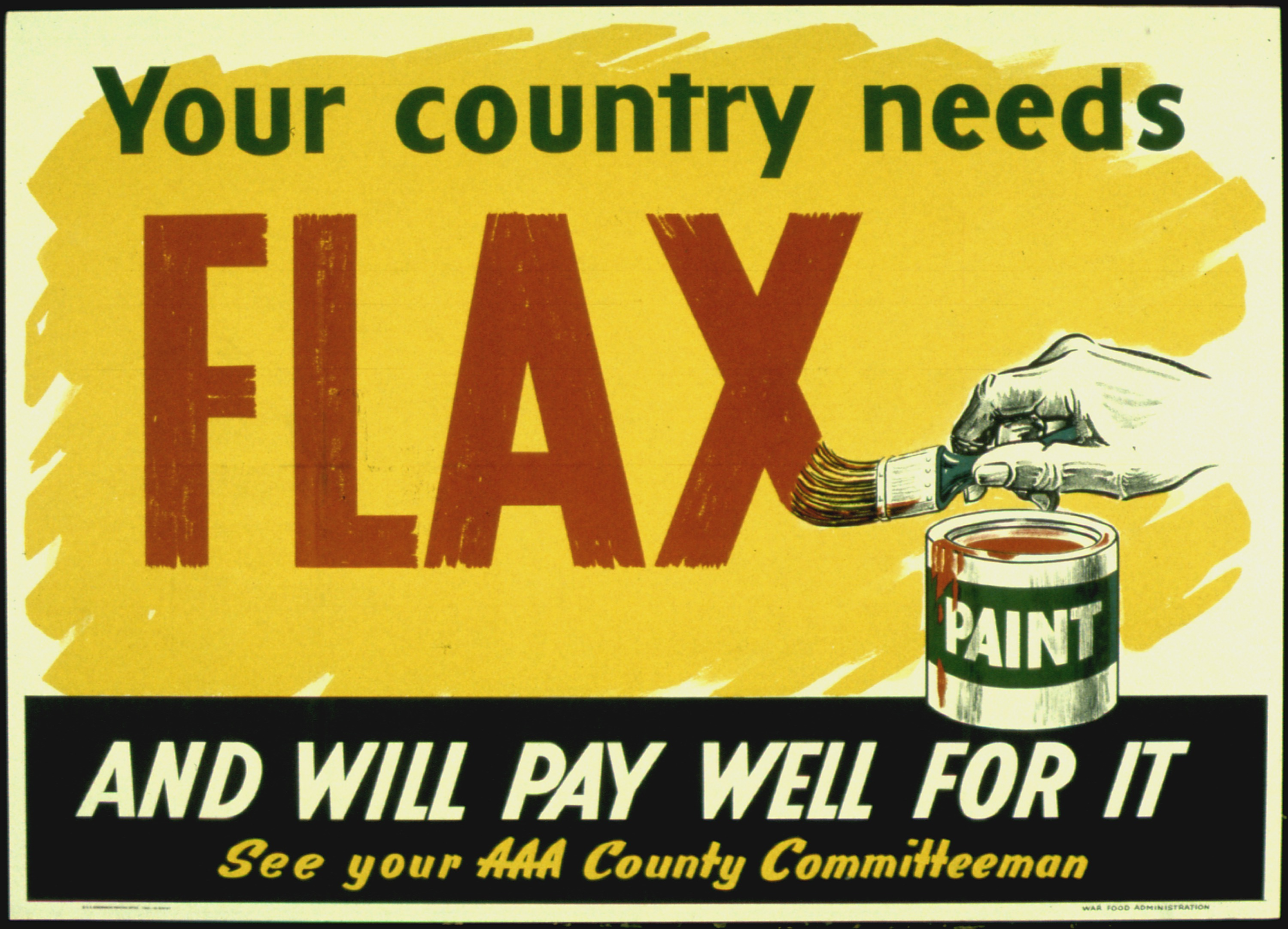
منشور يوضح استخدام زيت بذر الكتان في في الطلاء خلال الحرب العالمية التانية

يعتبر زيت بذر الكتان وسط مشترك يستخدم في الطلاء الزيتي. كما يمكن استخدامه كوسيلة للرسم، مما يجعل الدهانات الزيتية أكثر سلاسة وشفافية ولامعة. يُتاح زيت بذرة الكتان في أصناف مثل الطلاء المضغوط، والقلويات المكررة، وطلاء الشمس المُبيضة، وطلاء الشمس السميكة، والبوليمر. اعتبر إدخال زيت بذر الكتان تقدمًا هامًا في تكنولوجيا الرسم الزيتي.

### المعجون
يعتبر معجون التزجيج التقليدي، المكون من عجينة من مسحوق الطباشير وزيت بذر الكتان مادة مانعة للتسرب للنوافذ الزجاجية التي تتصلب في غضون بضعة أسابيع من استخدامها ويمكن بعد ذلك طلاءها.

### صناعة من الخشب
عند استخدامه في صناعة كخشب، يجف زيت بذر الكتان ببطء وينكمش قليلاً عند التصلب. لا يغطي زيت بذر الكتان السطح كما يفعل الورنيش، ولكنه ينقع في المسام (المرئي والمجهري)، تاركًا سطحًا لامعًا يظهر حبيبات الخشب. يسهل خدش زيت بذر الكتان بسهولة، ويتم إصلاحه بسهولة. تعتبر التشطيبات الشمعية فقط أقل حمايةً لأسطح الخشب من زيت بذرة الكتان. تخترق المياه السائلة طبقة زيت بذر الكتان في دقائق معدودة، ويتجاوز بخار الماء تمامًا تقريبًا. قد يطور أثاث الحدائق المعالج بزيت الكتان عفونة. وقد يكون الخشب المصفى مصفرًا ومن المحتمل أن يزداد مع تقدم الوقت. ولأنه يملأ المسام، فإن زيت بذر الكتان يحمي الخشب جزئيًا من التسوس بالضغط.
يعتبر استخدام زيت بذر الكتان في مخزونات الأسلحة إجراءًا تقليديًا، على الرغم من أن الإنهاء الجيد قد يتطلب شهورًا للحصول عليه. ويُعتبر إضفاء عدة طبقات من زيت بذر الكتان هي طبقة حماية تقليدية لخشب الصفصاف الخام من خفافيش الكريكيت؛ لذا يتم استخدامه بحيث يحتفظ الخشب ببعض الرطوبة لحمايته من الخفافيش الكريكيت لفترة أطول. كما يتم استخدام زيت بذر الكتان في كثير من الأحيان في صناعة طاولات البلياردو أو صناعة جديلة البلياردو لأعمدة التوجيه، كمُزي أو حامية للمسجلات الخشبية (ريكوردر)، ويُستخدم بدلا من الإيبوكسي لختم ألواح التزلج الخشبية الحديثة. بالإضافة إلى ذلك، قد يستخدم زيت بذر الكتان عند تجديد القيثارة، أو غيرها من الألواح المخروطية. يُستخدم الليمون عادةً للتنظيف، ثم يتم استخدام كمية خفيفة من زيت بذر الكتان (أو غيرها من زيت التجفيف) لحمايته من الأوساخ التي قد تؤدي إلى التدهور السريع للخشب.

### التطعيم
يستخدم زيت بذر الكتان المغلي كمقياس في التذهيب الزيتي التقليدي لتطعيم الأغراض الأخرى بصفائح من أوراق الذهب لتمتعه بفترة صلاحية أطول بكثير من المياه، كما أنه يُعطي سطحًا أملسًا باإضافة إلى كونه مادة لاصقة بما فيه الكفاية في أول 12-24 ساعة بعد الاستخدام للصق الذهب بقوة بالسطح المقصود.

### مشمع
يستخدم زيت بذر الكتان لربط غبار الخشب وجزيئات الفلين والمواد ذات الصلة في تصنيع مشمع الأرضيات. بعد اختراعه في عام 1860 من قبل فريدريك والتون، كان مشمع أو «لينو» القصير، شكلاً شائعًا للأرضيات المنزلية والصناعية في سبعينيات القرن التاسع عشر حتى السبعينيات عندما تم استبداله إلى حد كبير بالكلوريد متعدد الفاينيل لتغطية الأرضيات. ومع ذلك، منذ التسعينيات، بدأ انتشار مشمع الأرضيات مرة أخرى، حيث يعتبر أكثر ملاءمة للبيئة من الكلوريد متعدد الفاينيل. يتم استخدام تقنية تًسمى لينك أوت linocut في الطباعة، حيث يتم تصور السطح الأملس ثم يتم رسمه واستخدامه لطباعة صورة. أتت النتائج مماثلة لتلك التي حُصل عليها في الطباعة الخشبية.

### المكملات الغذائية والمواد الغذائية
يتأكسد زيت بذر الكتان الخام المضغوط - المعروف عادةً بزيت بذرة الكتان في سياقات تغذوية - بسهولة، ويتحول بسرعة إلى زرنيخ، مع رائحة كريهة، ما لم يتم تبريده. وحتى عند الاحتفاظ به في ظروف باردة، فإن مدة صلاحيته لا تزيد عن بضعة أسابيع. تعتبر أكسدة زيت بذور الكتان مصدر قلق تجاري كبير، ويمكن إضافة مضادات الأكسدة لمنع التسمم. لا يُنصح باستخدام زيت بذر الكتان عادةً في الطهي، ومع ذلك تظهر إحدى الدراسات أن حمض ألفا-اللينولينيك لا يتأكسد ولا تتغر طبيعته الكيميائية عند الطبخن ويمكن أن يتحمل درجات حرارة تصل إلى 350 درجة فهرنهايت (176.67 درجة مئوية) لمدة ساعتين.
يعتبر زيت بذر الكتان ذو درجة غذائية منخفض، يتم الحصول عليه بدون إستخلاص المذيبات، في غياب الأكسجين، ويتم تسويقه كزيت بذرة صالح للأكل. يستخدم زيت بذر الكتان الطازج، الُمبرد وغير المُعالَج، كمكمل غذائي وهو غذاء عرقي أوروبي تقليدي، يحظى بتقدير كبير لمذاقه الشهي. يحتوي زيت بذر الكتان على أعلى مستوى من أحماض أوميغا 3 الدهنية بين الزيوت النباتية. كما يحتوي زيت بذور الكتان العادي على نسبة تتراوح بين 52٪ و 63٪ من حمض ألفا-اللينولينيك. قام مربو النباتات بتطوير بذور الكتان ذات تركيات من حمض ألفا-اللينولينيك تصل إلى 70 ٪).

#### المحتوى الغذائي
| محتوى الأحماض الدهنية | %    | % المواصفات الأوروبية |
| --------------------- | ---- | --------------------- |
| حمض النخيل            | 6.0  | 4.0–6.0               |
| حمض الشمع             | 2.5  | 2.0–3.0               |
| حمض الأراكيديك        | 0.5  | 0–0.5                 |
| حمض البالميتولييك     | -    | 0–0.5                 |
| حمض الزيت             | 19.0 | 10.0–22.0             |
| حمض الإيكوسينيك       | -    | 0–0.6                 |
| حمض اللينولييك        | 24.1 | 12.0–18.0             |
| حمض ألفا-اللينولينيك  | 47.4 | 56.0–71.0             |
| أحماض دهنية أخرى      | 0.5  | -                     |

المجتويات مأخوذة من الاتحاد الكندي لكل وحدة ملعقة شاي (14 غرام).
- السعرات الحرارية: 126
- المجموع في الحمض الدهني: 14 غرام
- حمض دهني أوميغا-3: 8 غرام
- حمض دهني أوميغا-6: 2 غرام
- حمض دهني أوميغا-9: 3 غرام

## اسخدامات أخرى
- منتجات العناية بالحيوانات
- صيانة الدراجات الهوائية كمثبت للتثبيت ومانع للصدأ ومواد التشحيم
- زخرفة تكوين للزينة مصبوب
- أرضيات ترابية
- الأعلاف الحيوانية
- زيوت صناعية
- علاج الجلود
- مشمع
- كاشف الجسيمات[20]
- المنسوجات
- الحفاظ على الخشب (بما في ذلك كعنصر نشط للزيت الدنماركي)
- توابل الطهي